# Scola Levantina
La Scola Levantina, o Sinagoga Scuola Levantina, rappresenta un antico luogo di culto ebraico di rito sefardita a Venezia che risale probabilmente al XVI secolo.

## Storia

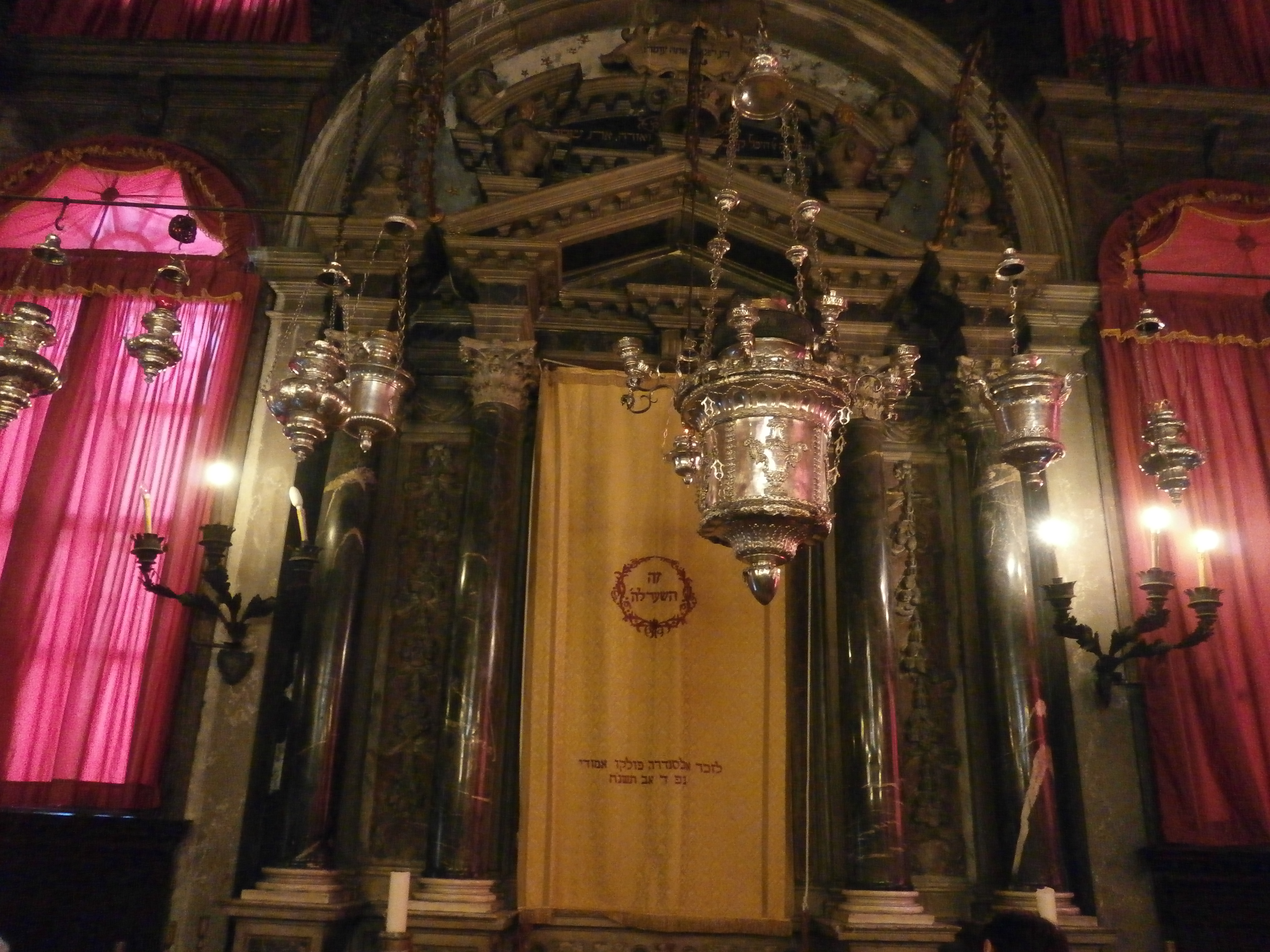
Interno della Scola Levantina

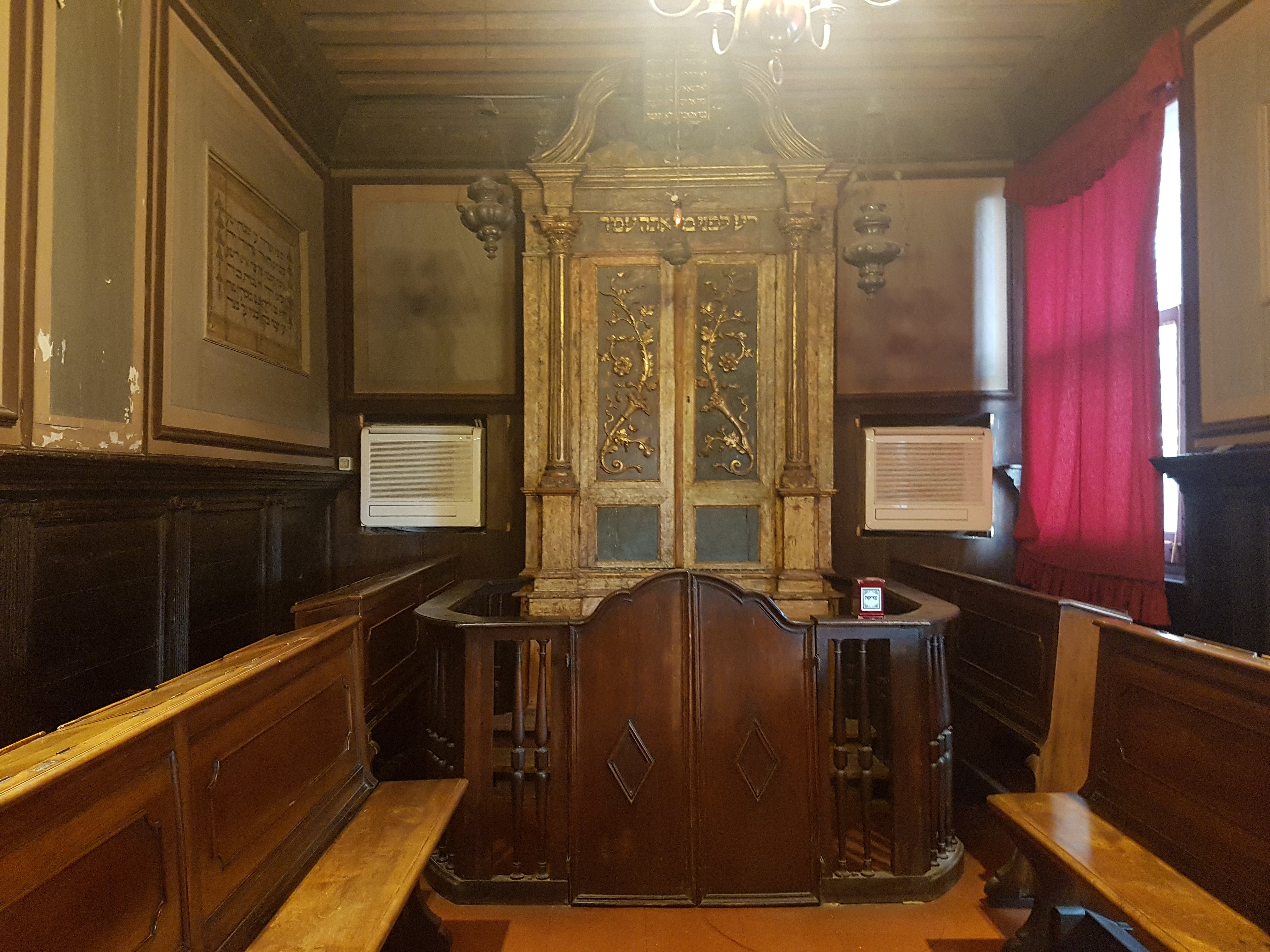
La Scoletta Luzzatto

La sinagoga venne fondata quasi certamente entro la metà del XVI secolo e poi fu oggetto di una ricostruzione circa un secolo più tardi. Sembra probabile che alla sua ricostruzione abbia partecipato la bottega dell'architetto cittadino Baldassare Longhena per quanto riguarda la struttura dell'edificio e dello scultore Andrea Brustolon per i suoi interni, in particolare per il pulpito.

## Descrizione
Questa e le altre sinagoghe caratterizzano le aree del ghetto veneziano nel sestiere di Cannaregio a Venezia. La loro presenza è discreta perché sono scarsamente riconoscibili dall'esterno. Solo le finestre, più ampie rispetto alle modeste aperture delle case, ne rivelano la presenza altrimenti mimetica con gli altri edifici in cui spesso sono inglobate. Entrandovi mostrano lo splendore di quanto ancora conservano.
La Scola si trova nel Campiello de le Scuole nella zona del Ghetto Vecchio. I prospetti esterni, sono di netta ispirazione longheniana e, per quanto semplici, sono maggiormente elaborati rispetto alle altre scuole, con le prominenze delle trabeazioni e delle volute in chiave di volta, le specchiature sulle pareti, lo zoccolo a bugnato, le piccole finestre ovate del sottotetto, e la decorazione intagliata nelle porte.
L'interno è ricco e raffinato. Al piano terreno si trova la scoletta Luzzatto normalmente adibita a sala di studio. Al piano superiore la bimah, ornata di colonne salomoniche con decorazioni floreali, è posta su una base un alto basamento. Dal piano del pulpito si accede a tre finestre. Opposto alla bimah si posiziona l'Aron haQodesh che conserva le incisioni a ricordo dei dieci comandamenti. La data ebraica che vi si legge è 5542, e corrisponde al nostro anno 1782. Anche qui il matroneo è tradizionalmente posto in alto, e anticamente era anche racchiuso da grate.